# مول لیک (ویسکانسین)
مول لیک (به انگلیسی: Mole Lake) یک منطقهٔ مسکونی در ایالات متحده آمریکا است که در Nashville واقع شده‌است. مول لیک ۴۳۵ نفر جمعیت دارد و ۴۷۳٫۰۶ متر بالاتر از سطح دریا واقع شده‌است.